# Ведмідь бурий уссурійський
Уссурійський бурий ведмідь (лат. Ursus arctos lasiotus), також відомий як чорний грізлі — один з підвидів бурого ведмедя.

## Поширення
Поширений на північному сході Азії. Відомий на Далекому Сході Росії (Приморський край, Хабаровський край Амурська область, Сахалін, Шантарські острови, Кунашир), північному сході Китаю, Корейському півострові та Японії (Хоккайдо).

## Охорона
У більшості регіонів у межах свого ареалу уссурійський бурий ведмідь знаходиться під загрозою зникнення, за винятком Росії. У китайській провінції Хейлунцзян є близько 500—1500 ведмедів, і навіть зі статусом «Вразливий вид», на нього, як і раніше полюють за його цінні частини тіла. На острові Хоккайдо, є п'ять різних субпопуляції цих ведмедів. Невелике населення в західній частині Ісікарі налічує близько 152 ведмедів. 135 ведмедів відомо у горах Тесіо-Масіке. Підвид занесений до Червоної книги Японії. Існують дві основні популяції цього ведмедя в Північній Кореї: у провінції Чаган і горах Хам-Кіонг. У Південній Кореї уссурійський бурий ведмідь вимер, в основному через браконьєрство.